# Nephtys ciliata

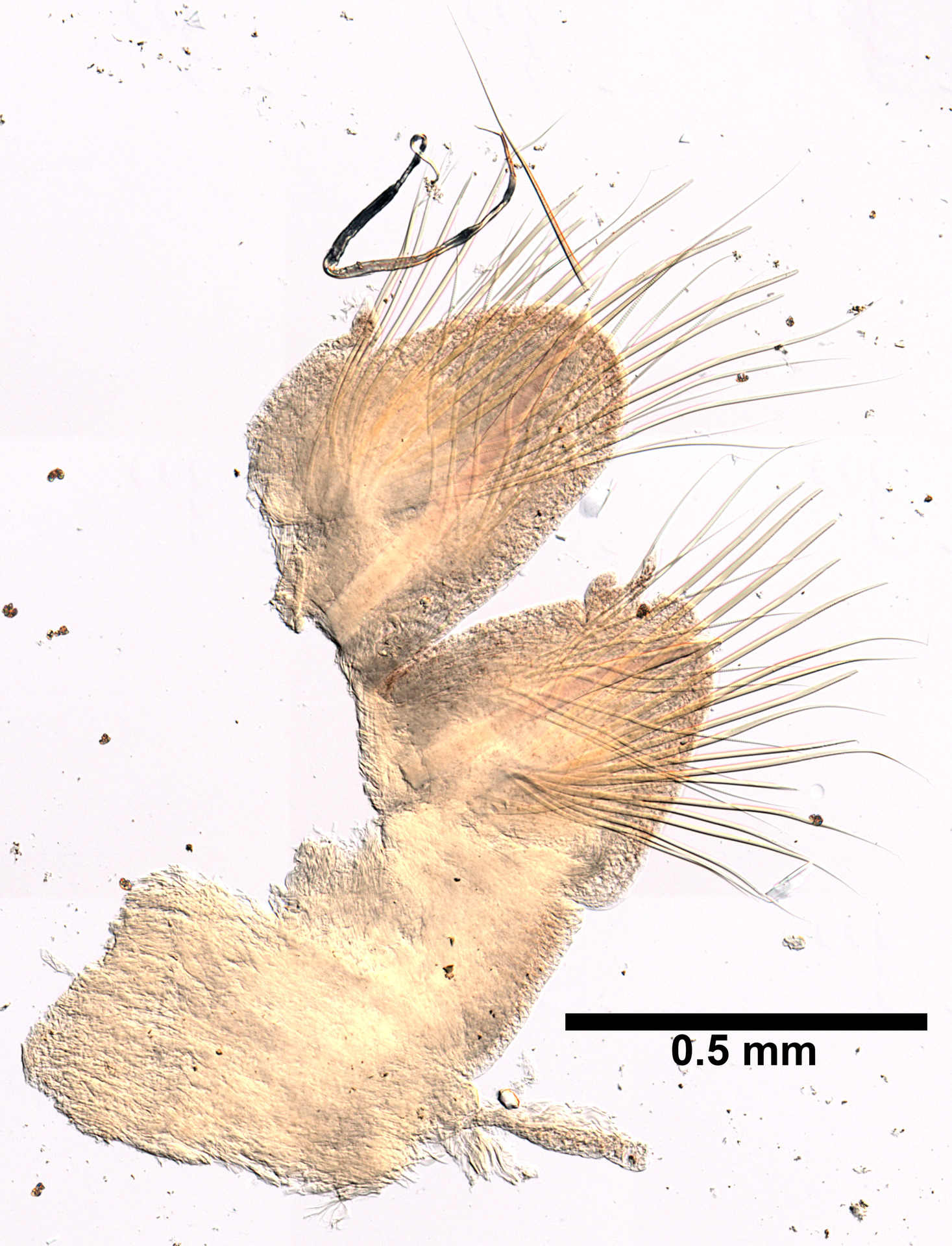
Preparat mikroskopowy parapodium.

Nephtys ciliata – gatunek wieloszczeta z rzędu Phyllodocida i rodziny Nephtyidae.

## Taksonomia
Gatunek ten opisany został po raz pierwszy w 1788 roku przez Otto Friedricha Müllera jako Nereis ciliata. W 1817 roku Georges Cuvier umieścił go w nowym rodzaju Nephtys, dla którego to stanowi gatunek typowy.

## Morfologia
Wieloszczet ten ma niewielką, prostokątną w zarysie, zaopatrzoną w parę krótkich, osadzonych w kątach przednich czułków głowę. Gardziel tworzy wywracający się na zewnątrz ryjek z 22 papillami. Formy dorosłe mają co najmniej kilkadziesiąt segmentów zaopatrzonych w skrzela. Formy młodociane mogą mieć ich mniej, ale doszukać się u nich można strefy wzrostu z licznymi nowymi segmentami, położonej tuż przed pygidium. Skrzela zaczynają się między ósmym a dwunastym segmentem (rzadko od segmentu siódmego) i odgięte są na zewnątrz. Parapodia mają notopodia w przypadku środkowych segmentów zaopatrzone w długie cirrusy. Neuropodia co najmniej na segmentach środkowej i tylnej części ciała mają płaty zaszczecinkowe niemal takich samych rozmiarów jak acikularne. Neuropodia segmentów środkowych za segmentem dwudziestym mają płaty acikularne wyraźnie rozdwojone.

## Rozprzestrzenienie
Gatunek rozprzestrzeniony w północnej części świata. Znajdowany był u europejskich, azjatyckich jak i północnoamerykańskich wybrzeży Arktyki, a ponadto u wybrzeży: wschodniej części Stanów Zjednoczonych, Kanady (pacyficznych i atlantyckich), Irlandii, Wielkiej Brytanii, północnej Francji, Niemiec, Danii, Szwecji, Polski, Włoch, Turcji i dalekowschodniej Rosji.
W polskich wodach Bałtyku jest spotykany rzadko i wyłącznie w ich północno-zachodniej części.